# Calgary-Est (circonscription provinciale)
Circonscription électorale provinciale du Canada
Calgary-Est (auparavant Calgary-Millican) est une circonscription électorale provinciale de l'Alberta (Canada), située dans l'est de Calgary. Son député actuel est la néo-démocrate Robyn Luff.

## Liste des députés
| Années           | Années          | Député          | Parti politique           |
| Calgary-Est      | Calgary-Est     | Calgary-Est     | Calgary-Est               |
| ---------------- | --------------- | --------------- | ------------------------- |
|                  | 1963 - 1967     | Albert Ludwig   | Créditiste                |
|                  | 1967 - 1971     | Albert Ludwig   | Créditiste                |
| Calgary-Millican |                 |                 |                           |
|                  | 1971 - 1975     | Arthur Dixon    | Créditiste                |
|                  | 1975 - 1979     | Thomas Donnelly | Progressiste-conservateur |
|                  | 1979 - 1982     | David Carter    | Progressiste-conservateur |
|                  | 1982 - 1986     | Gordon Shrake   | Progressiste-conservateur |
|                  | 1986 - 1989     | Gordon Shrake   | Progressiste-conservateur |
|                  | 1989 - 1993     | Gordon Shrake   | Progressiste-conservateur |
| Calgary-Est      |                 |                 |                           |
|                  | 1993 - 1997     | Moe Amery       | Progressiste-conservateur |
|                  | 1997 - 2001     | Moe Amery       | Progressiste-conservateur |
|                  | 2001 - 2004     | Moe Amery       | Progressiste-conservateur |
|                  | 2004 - 2008     | Moe Amery       | Progressiste-conservateur |
|                  | 2008 - 2012     | Moe Amery       | Progressiste-conservateur |
|                  | 2012 - 2015     | Moe Amery       | Progressiste-conservateur |
|                  | 2015 - (actuel) | Robyn Luff      | Néo-démocrate             |